# Masia de Serret
|  | No s'ha de confondre amb Masia del Serret. |

La Masia de Serret és una masia a un quilòmetre del nucli del municipi d'Àger, venint de Balaguer i a tocar la carretera C-12. El 2007 va començar un programma de restauració de la masia, construïda seguint la tècnica arquitectònica tradicional de la Vall d'Àger. S'aspira a respectar la configuració i els materials de construcció originals: pedra, fusta i tàpia.

## Ocupació dels seglesvi-ix
El lloc que ocupa actualment la Masia de Serret però fou ocupat des de molt antic. Les obres de restauració han posat al descobert al subsòl de la casa una necròpoli de sarcòfags i caixes de pedres que podria equiparar-se cronològicament a la de Santa Coloma (Àger), a només 1 km de distància, o a la dels Morulls (Gerb). En el pergamí on s'esmentà per primera vegada l'església de Santa Maria del Pla, es fa una donació que sembla comprendre, en realitat, un antic domini —potser la pervivència d'un latifundi tardoromà— no testimoniat fins ara.

## Església de Santa Maria del Pla
Uns anys després, durant el segle xi, s'hi construí una església romànica, Santa Maria del Pla, que aprofita algun dels sarcòfags com a basament dels murs. Aquesta església, de petites dimensions, apareix documentada per primera vegada en un document de 1048, en què Arnau Mir de Tost i la seva esposa Arsenda fan una donació solemne a Sant Pere d'Àger, després de la segona i definitiva conquesta de la Vall d'Àger: «[…] Adhuc eciam addimus de nostro et nominatim damus Sancto Petro prelibato ecclesiam Sancte Marie que est super kastrum iam dictur Ager in plano iuxta viam que ducit viatorem ab Ager ad flumen Noguerola et ad kastrum Bellum Montem cum terris et vineis fontibusque et pratis et arboribus universi generis. Itidem ultra collum Agulio damus ei duas pariliatas terre sibi invicem coninuncte. Advenenerunt quidem nobis hec omnia iam dicta per Dei omnipotentis misericordiam, qui tantam nobis contulit graciam ut de manibus sarracerorum nobis tribuit ea. Et hec ecclesiam Sancte Marie quan hic iuxta posuimus cum alodiis vinesque et pratis et arboribus cunctis, illa, videlicet, dominicatura que ibi habemus simul cum prefata ecclesia, habet affrontacionem ab oriente in podio quod dicitur Asper, et ab australi parte collatert sibi silvam que est ante dictam ecclesiam versus Hispaniam in pedeger, occiduana iterum pars desinit in collo quod dicitur Agullio, circa itidem pars desinit in via que ducit viatores ad ecclesiam Sancte Columbe. […]».
Posteriorment l'església s'esmenta el 1272, en un testament en què s'assigna 12 diners a les esglésies d'Àger, un altre testament de 1277, de Ramon d'Ager, deixa 12 diners per a les obres de diverses esglésies, entre elles Santa Maria del Pla, i encara el 1757-1758 al llibre de Visites de l'arxiprest Francesc Esteva. Les restes que encara es conserven als baixos de Masia de Serret testimonien una reforma gòtica (mur sud i arc del presbiteri) i probablement una porxada de la qual es conserven dos arcades de punt rodó que estaria adossada al mur sud, on hi ha l'accés a l'església.
De l'edifici alt-medieval es conserva part dels murs que ara formen part de l'obra del mas. El sostre ha desaparegut però hem de suposar que estaria resolt amb volta de canó. L'estructura és d'una sola nau, capçada a llevant per un absis semicircular. No es conserva cap obertura. La porta s'obria a la façana sud segurament. L'actual porta, que conserva encara a les llindes algunes creus de consagració i altres motius simbòlics, correspondria a la reforma gòtica. L'obra original està feta amb parament de carreu típic del segle xi, simplement escairat, disposat ordenadament en filades irregulars i poc uniformes. Ignorem si disposava de decoració en les seves façanes, avui destruïdes o emmascarades. D'altra banda, repartits per tot el parament de pedra de la masia hi ha alguns carreus clarament aprofitats del parament original romànic, especialment als volums arquitectònics més antics i propers a l'església, i sobretot a les cantonades.

## Època moderna
És probable que després de la desamortització dels béns eclesiàstics la finca amb les restes de l'església fou comprada i es començà l'edificació de la masia, aprofitant les pedres antigues i destruint algunes restes de la necròpolis. La capella romànica fou partida per la meitat: a la zona de l'absis es van fer reformes per adequar-hi el celler, on encara hi ha les bótes i els tubs dels cubs per abocar-hi des de la planta primera el vi. La nau de l'església es va adequar com a quadra. Alguns dels sarcòfags van tapiar-se per construir una menjadora. De mica en mica la masia, inicialment senzilla i de planta quadrada, va anar ampliant-se fins a conformar l'extensió actual.